# Saul og David
Saul og David (en danès, Saül i David) és la primera de les dues òperes del compositor danès Carl Nielsen. El llibret en quatre actes, d'Einar Christiansen, narra la història bíblica de la gelosia de Saül pel jove David, presa del Llibre de Samuel. La primera representació va tenir lloc al Det Kongelige Teater de Copenhaguen el 28 de novembre de 1902.

## Personatges
| Personatge                | Tessitura       | Repartiment de l'estrena 28 de novembre de 1902 (Director: Carl Nielsen) |
| ------------------------- | --------------- | ------------------------------------------------------------------------ |
| Saul, rei d'Israel        | baríton baix    | Niels Juel Simonse                                                       |
| David, un pastor          | tenor           | Vilhelm Herold                                                           |
| Michal, filla de Saúl     | soprano         | Emilie Ulrich                                                            |
| Jonatán, fill de Saúl     | tenor           | Peter Cornelius                                                          |
| Samuel, profeta d'Israel  | baix            | Müller                                                                   |
| Abner, capità de Saúl     | baríton baix    | Helge Nissen                                                             |
| Abishai, company de David | tiple o soprano | Margrethe Lindrop                                                        |
| Bruixa d'Endor            | contralt        | Elisabeth Dons                                                           |
| Cor: Israelitas i soldats |                 |                                                                          |